# لینکولن (میزوری)
لینکولن (به انگلیسی: Lincoln) یک شهر در ایالات متحده آمریکا است که در شهرستان بنتون، میزوری واقع شده‌است. لینکولن ۲٫۵۴ کیلومتر مربع مساحت و ۱٬۱۹۰ نفر جمعیت دارد و ۲۹۳ متر بالاتر از سطح دریا واقع شده‌است.